# Черноморский переулок (Санкт-Петербург)
Черномо́рский переу́лок — переулок в Адмиралтейском районе Санкт-Петербурга. Проходит от Адмиралтейской набережной до Адмиралтейской набережной.

## История названия
Название Черноморский переулок получил 16 апреля 1887 года по Черноморской губернии в ряду других близлежащих переулков, получивших название по городам губернии.

## История
Первоначально переулок выходил обоими концами на Адмиралтейскую набережную. Участок у восточного крыла Адмиралтейства закрыт в 1950-е годы, у западного крыла — после 1970 года. В российское время появились дополнительные преграды.
С 1 мая 2016 года в Черноморском переулке введено одностороннее движение на участке от Азовского переулка к Керченскому переулку.
В 2017 году администрация Санкт-Петербурга провела проверку законности преград, которые мешали сквозному проезду и проходу по Черноморскому переулку. Они оказались незаконными. В 2017 году власти убрали металлическую решетку возле Керченского переулка. В 2018 году демонтировал кирпичный забор, перекрывавший проезжую часть чуть дальше, западнее. В 2019 году не стало шлагбаума около Азовского переулка. В 2023 году был убран забор возле западного крыла Адмиралтейства.

## Здания
- Дом 1 — средняя школа, возведённая на месте дореволюционного Панаевского театра.
- Дом 5 — Дворец Великого князя Михаила Михайловича.  памятник архитектуры (федеральный)  Объект культурного наследия № 7810002001№ 7810002001
- Дом 7, где жили: в 1906—1910 годы — физик Б. Б. Голицын, в 1890 году, в 1893 году композитор П. И. Чайковский.  исторический памятник (федеральный)  Объект культурного наследия № 7810003000№ 7810003000